# Cossacks II: Napoleonic Wars
Cossacks II: Napoleonic Wars est un jeu de stratégie en temps réel, développé par GSC Game World et édité par CDV Software Entertainment en 2005.

## Système de jeu
L'action du jeu se situe durant les guerres napoléoniennes (début du XIXe siècle). Le joueur peut diriger les troupes de 6 nations différentes : France, Russie, Autriche, Angleterre, Prusse et Égypte. Cossacks II reste fidèle à l'esprit de la série Cossacks. Les développeurs ont concentré leurs efforts sur le réalisme des batailles, en faisant des recherches sur les tenues des militaires de l'époque, ou encore en donnant la possibilité au joueur de revivre des batailles historiques.  Le jeu peut gérer jusqu'à 64000 unités simultanément sur une carte, ce qui apporte encore plus au réalisme et à l'épique.
Cossacks II apporte cependant plusieurs changements et nouveautés. La micro-gestion économique (gestion des paysans) perd de l'importance. Les mines et moulins sont plus rares et autonomes, et, une fois contrôlés, peuvent aider à reconstituer une formation. Par conséquent, ces positions revêtent une grande importance stratégique, et orientent plus encore le jeu dans la stratégie militaire.
Pas tout à fait une nouveauté, car déjà présente dans American Conquest, mais nettement améliorée : la gestion du moral des troupes. La fatigue, l'organisation de la formation, une attaque sur le flanc ou par l'arrière, une charge avec la cavalerie, la perte d'un membre de la formation, le fait de tuer un ennemi, tous ces facteurs jouent sur le moral d'une troupe et vont déterminer l'issue d'une bataille. Le nombre d'unités abattues par une formation est mémorisé, et va jouer le rôle d'indicateur d'expériences : plus une formation a d'expérience, plus son moral est élevé. Le moral des troupes est très important aussi bien dans le jeu que dans la réalité. Les formations peuvent se voir dotées d'un officier, d'un tambour et d'un porte étendard, le tout dans le but de renforcer le moral de la troupe.
En multijoueur, plusieurs options sont possibles. Les joueurs peuvent s'affronter dans des parties classiques, où chaque joueur dispose d'une armée, mais ils peuvent aussi choisir de jouer à plusieurs pour une seule nation, contrôlant les mêmes unités et pouvant ainsi partager les tâches. Il est également possible de faire une partie en mode "Conquête de l'Europe" : les joueurs se défient alors sur la carte de l'Europe, tentant de conquérir des territoires pour faire gagner leurs nations. En mode solo il y a le mode Escarmouches et batailles ou l'on joue soit contre une nation choisie soit contre plusieurs nations ou l'on revit les plus grandes guerre Napoléoniennes comme celle d'Ulm, Austerlitz..

## Extension
Cossacks II: Battle for Europe est une extension de jeu vidéo pour Cossacks II: Napoleonic Wars, sorti en 2006 et fonctionne sur Windows. Le jeu, qui fonctionne en stand-alone et ne nécessite donc pas le jeu original, a été développé par GSC Game World puis édité par CDV.
Cette version dispose de trois puissances supplémentaires : l'Espagne, Le Grand Duché de Varsovie et la confédération du Rhin, 10 nouvelles cartes d’affrontement, 4 nouvelles campagnes, 6 nouvelles missions et 3 nouvelles batailles historiques. 180 types d’unités et 190 bâtiments différents sont également disponibles.

## Accueil

### Cossacks II
| Cossacks II: Napoleonic Wars |      |        |
| Média                        | Pays | Notes  |
| Canard PC                    | FR   | 6/10   |
| Computer Gaming World        | US   | 2.5/5  |
| Eurogamer                    | US   | 6/10   |
| Gamekult                     | FR   | 6/10   |
| GameSpot                     | US   | 79 %   |
| IGN                          | US   | 77 %   |
| Jeuxvideo.com                | FR   | 16/20  |
| Joystick                     | FR   | 3/10   |
| Compilations de notes        |      |        |
| GameRankings                 | US   | 72.8 % |
| Metacritic                   | US   | 73 %   |

### Battle For Europe
| Cossacks II: Battle For Europe |      |       |
| Média                          | Pays | Notes |
| 1UP.com                        | US   | C+    |
| Canard PC                      | FR   | 6/10  |
| Eurogamer                      | US   | 6/10  |
| Gamekult                       | FR   | 5/10  |
| GameSpot                       | US   | 69 %  |
| Jeuxvideo.com                  | FR   | 16/20 |
| Joystick                       | FR   | 3/10  |
| Jeux vidéo Magazine            | FR   | 14/20 |
| PC Jeux                        | FR   | 75%   |

### Bugs
Le jeu est beaucoup critiqué pour la redondance de bugs majeurs (tels que des arrêts intempestifs, des blocages du jeu, des défauts d'IA...), et a fait l'objet, sur son forum officiel comme sur divers forums de jeux vidéo, de multiples plaintes de la part des joueurs. 

Il semble que ces bugs soient dus à un manque de support des différentes configurations. On constate un manque d'information sur ces bugs (que ça soit de la part des développeurs-concepteurs du jeu, ou aussi des différentes critiques de jeux vidéo) d'où une certaine frustration de certains joueurs après leur achat. 

Les différents patchs correctifs, tentatives pour régler ces erreurs, se sont montrés jusqu'ici (2006) insuffisants.
En 2007 sort un lot nommé "Cossacks II. L'intégrale" incluant le jeu et son extension, sur les 2 DVD les patchs sont préinstallés (v1.2 pour Cossacks II: Napoleonic Wars, et v1.3 pour Cossacks II: Battle For Europe).